# Djémila
Djémila (arabisch جيميلة Dschīmīla) ist der heutige Name der antiken Stadt Cuicul im nordafrikanischen Numidien (heute in Algerien in der Kabylei). Die Ruinenstadt gehört seit 1982 zum UNESCO-Weltkulturerbe. Sie liegt in 900 m Höhe in der Wilaya (Provinz) Setif. Die Siedlung befindet sich auf einem Bergsporn zwischen zwei Wadis.

## Geschichte

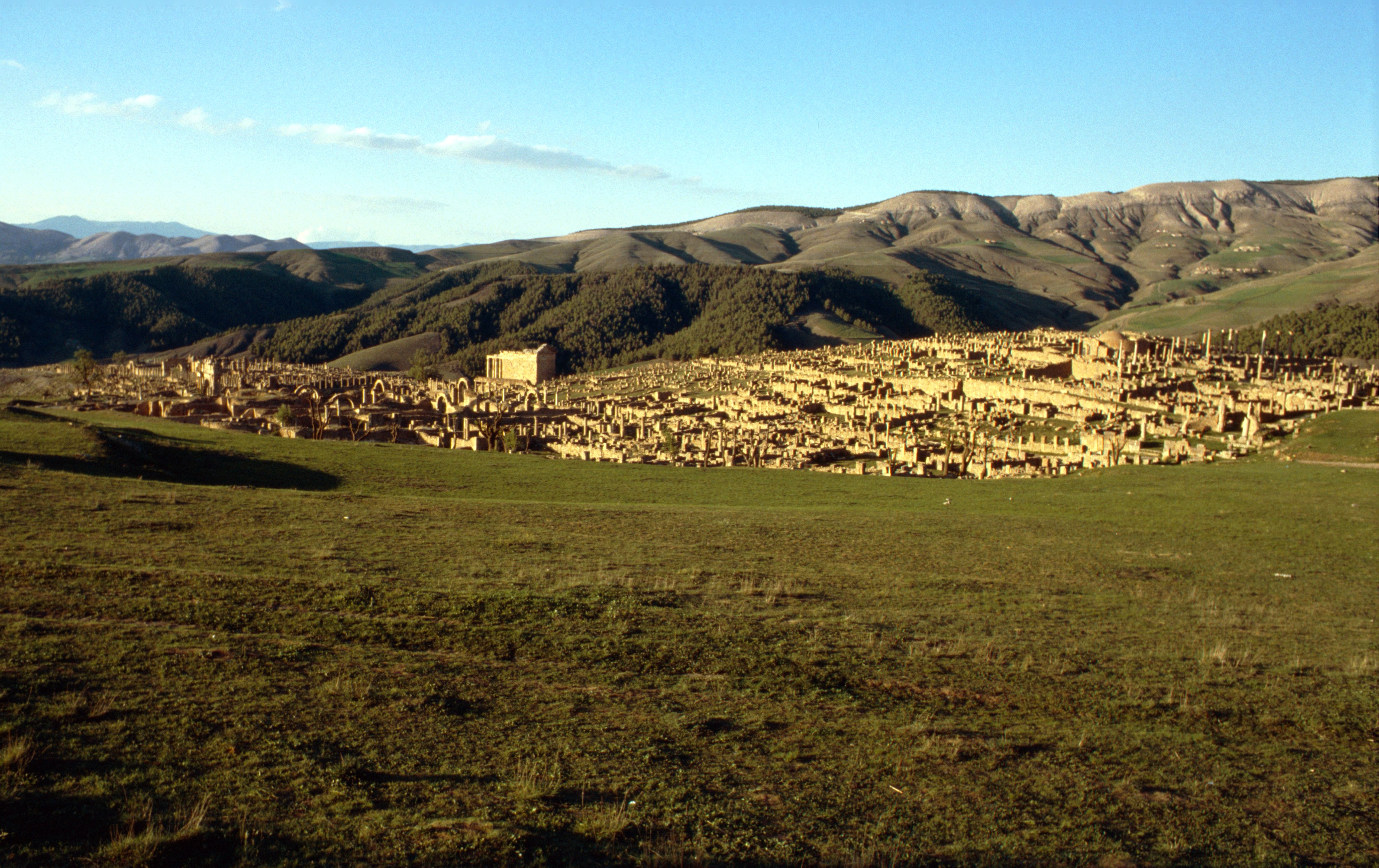
Blick auf Djémila

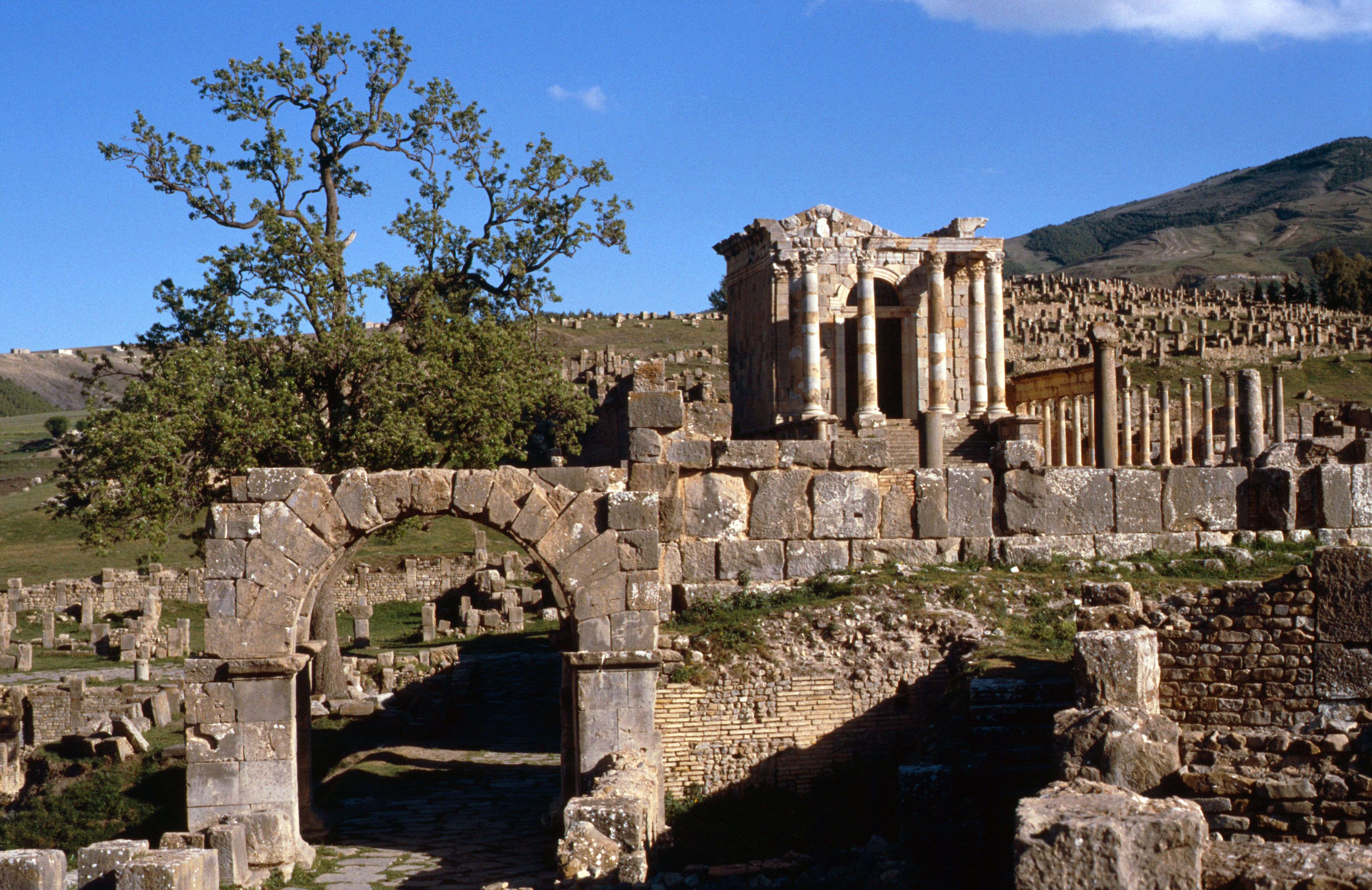
Tempel des Kaisers Septimius Severus und seiner Gemahlin Iulia Domna

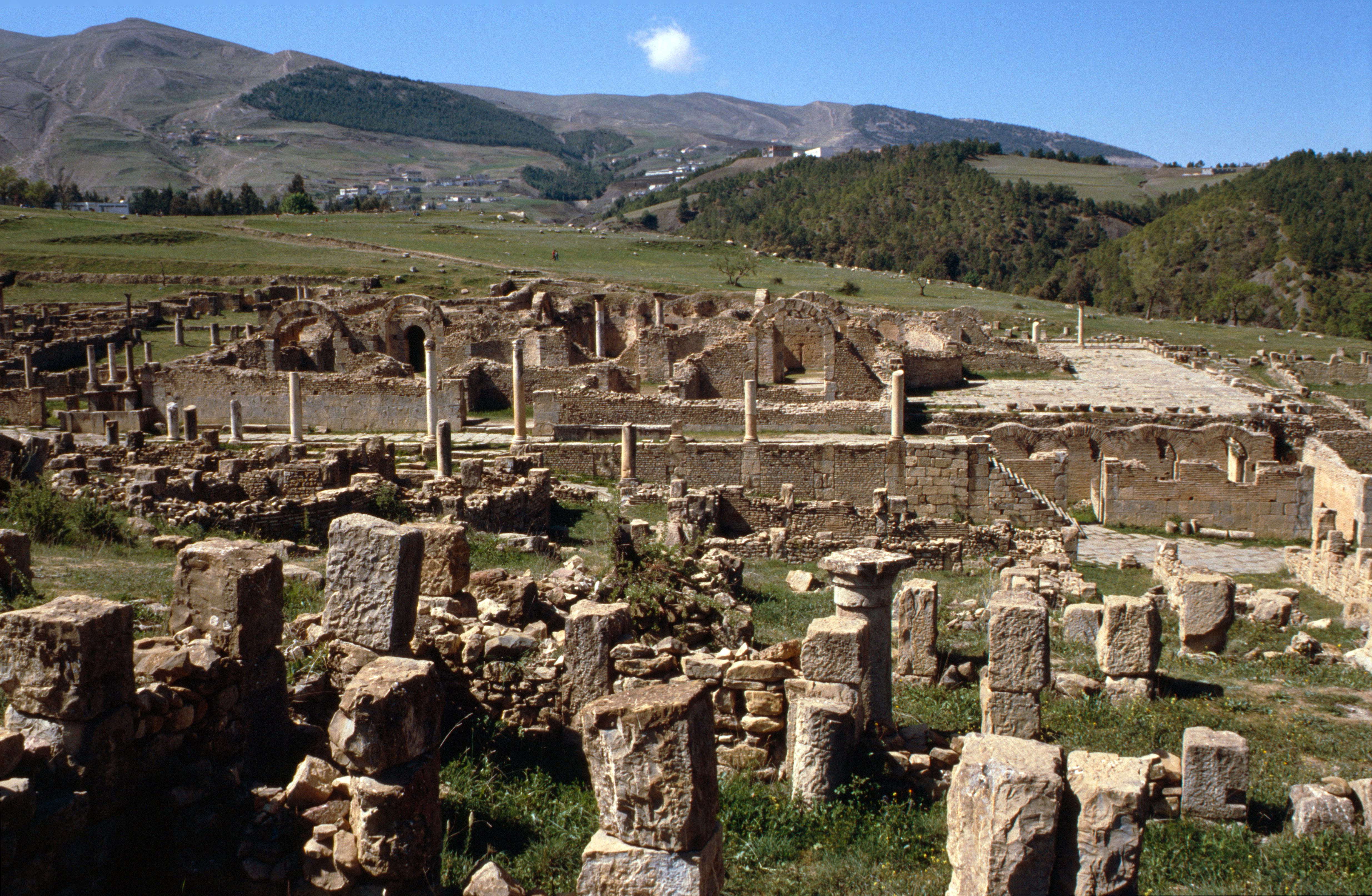
Die römischen Thermen

Cuicul war ursprünglich eine berberische Siedlung, die unter dem Kaiser Nerva Ende des 1. Jahrhunderts n. Chr. zu einer römischen Veteranenkolonie wurde. Die Stadt blühte vom 2. bis zum 4. Jahrhundert. Ihren Wohlstand verdankte sie vor allem der Landwirtschaft – Nordafrika galt wegen des damals feuchteren Klimas als eine „Kornkammer“ Roms.
Im Laufe der Zeit vergrößerte sich das bebaute Areal. Eine letzte Erweiterung datiert um 400. In dieser Zeit wurde das sogenannte christliche Viertel mit einer Doppelkirchenanlage, Baptisterium und Bischofsresidenz erbaut. Seit 455 unter vandalischer Kontrolle, fiel die Stadt 533/34 an das byzantinische Reich. Letztmals wurde Cuicul 553 erwähnt. Aber auch danach war die Stadt wahrscheinlich noch bis zur arabischen Eroberung in der zweiten Hälfte des 7. Jahrhunderts bewohnt.
Noch heute ist Cuicul ein Titularbistum der katholischen Kirche.

## Ruinen
Erhalten sind zwei Foren, mehrere Basiliken, Tempel, christliche Kirchen, Triumphbögen und reich ausgestattete Privathäuser. Die Stadt gilt als gutes Beispiel für eine an Gebirgsverhältnisse angepasste römische Stadtplanung. Sie besaß auch Thermen, ein Kapitol und ein Theater.
Der Tempel, der dem Kaiser Septimius Severus (193–211 n. Chr.) und seiner Gemahlin Iulia Domna geweiht war, ist hervorragend erhalten. Dessen Sohn Caracalla (211–217) ließ 216 n. Chr. den Ehrenbogen von Djémila erbauen.
Erste Ausgrabungen begannen 1909 und wurden bis 1957 fortgesetzt. Die wichtigsten Funde, darunter große Mosaiken, werden im Museum von Djémila ausgestellt. Gefährdet sind die archäologischen Stätten sowohl durch Sandstürme als auch durch Verwendung der Steine für moderne Wohnhäuser.
1858 gründete Henry Dunant mit der Aktiengesellschaft der Mühlen von Mons-Djémila (franz. Société financière et industrielle des Moulins des Mons-Djémila) ein Mühlengeschäft in der Nähe der römischen Ruinen von Djémila.

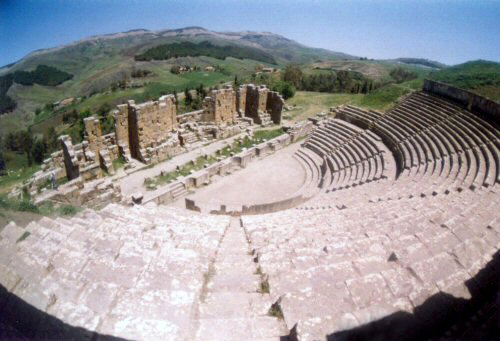
Römisches Theater
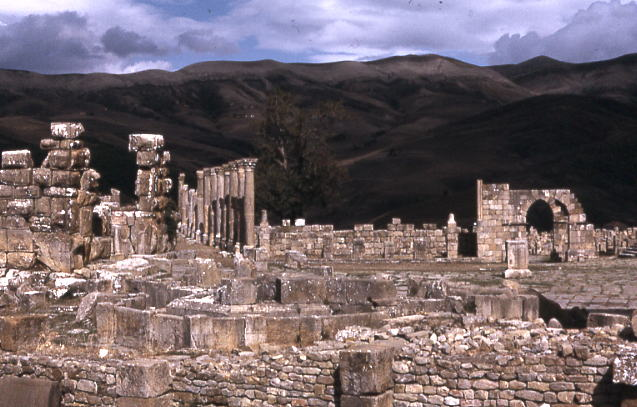
Ruinen von Djémila
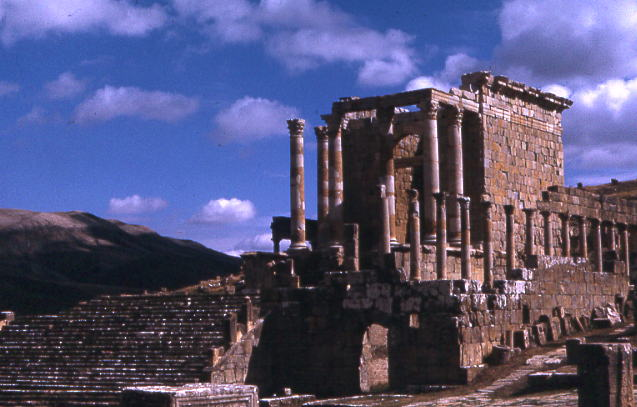
Tempel des Septimius Severus
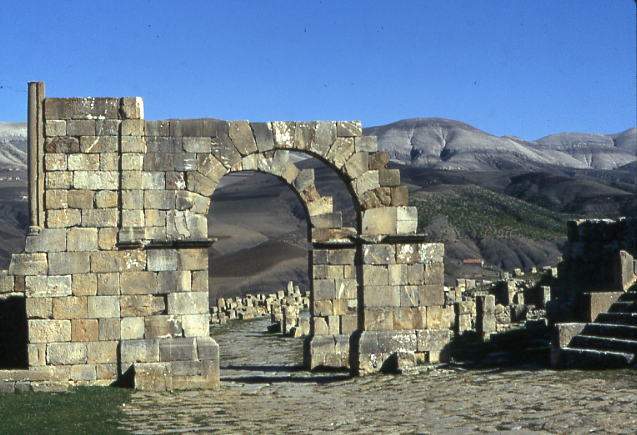
Ruinen von Djémila

## Rezeption
Der französische Schriftsteller und Philosoph Albert Camus reflektierte in seinem lyrisch getönten Essay Der Wind in Djemila (franz. Le vent à Djemila), veröffentlicht in der Sammlung Hochzeit des Lichts (1938, franz. Noces), ausgehend vom Erleben der Ruinen von Djémila über die eigene Sterblichkeit.